# Folgowo
Folgowo (deutsch Folgowo, 1942–45 Hilbrandsdorf) ist ein Dorf der Landgemeinde Papowo Biskupie im Powiat Chełmiński in der Woiwodschaft Kujawien-Pommern, Polen. Zugleich ist Folgowo ein Dorf des Schulzenamtes Folgowo-Staw der Landgemeinde.

## Geschichte
im Jahre 1438 wurde der Ort als Hildebrandisdorff erstmals erwähnt. Es war ein kölmisches Zinsdorf der Komturei Papau.
Im Jahre 1905 hatte das Dorf 189 Einwohner.
In Folgowo besteht ein Palast aus dem Jahr 1773.